# Zeiritzkampel
Der Zeiritzkampel ist ein 2125 m ü. A. hoher Gipfel im Hauptkamm der Eisenerzer Alpen.
Der Berg ist eine der markantesten Erhebungen in dieser Gebirgsgruppe zwischen Ennstal (Gesäuse) im Norden und dem Liesingtal im Süden. Im Westen liegen Speikkogel (1992 m) und Leobner (2036 m), im Osten Achnerkuchel (1824 m) und Wildfeld (2043 m).
Der Zeiritzkampel liegt auf einem Panoramaweg, dem aussichtsreichen Eisenerzer-Alpen-Kammweg (Nr. 673)., der auf etwa 35 km etwa 20 Gipfel verbindet – darunter einige Zweitausender – und in etwa 12 Stunden überschritten werden kann. Die reiche Flora entwickelt sich dank dem fruchtbaren Boden der Grauwackenzone.
Der direkte Aufstieg (ohne die Höhenwanderung) ist vom Schoberpass (849 m) aus möglich, oder von Norden her über das lange Radmertal, einem Seitental der Enns, und die Seekar- oder Kammerl-Alm. Naher Stützpunkt ist die Mödlinger Hütte.